# Футуроскоп
Футуроскоп (фр. Parc du Futuroscope) — тематический парк развлечений, который расположен в городе Пуатье во Франции. Основная тематика всех его аттракционов связана с киноиндустрией.

## История
Закладка первого камня на территории парка Футуроскоп состоялась в 1984 году. Это было сделано французским государственным деятелем Рене Монори. Официальное открытие парка произошло 31 марта 1987 года.
В 1988 году состоялось открытие первого «Динамического кино», в 1989 году в Футуроскопе появились новые шоу. В 1992 году в парке заработал «Ковер-самолет». В 1995 году была открыта студия изображений, и в это же время появился новый Дворец Конгрессов, отличающийся большой вместимостью. В 1996 году в парке открылась «Les Ailes du Courage». В 1997 году Футуроскоп отпраздновал 10 лет с момента открытия. В 1998 году появилось новое шоу, в основе которого были иллюзии. 24 марта 2001 года в парке открылся «CyberWorld», а в 2002 году организовали новое ночное шоу «Зеркало Урании и открытие Космоса». В 2003 году состоялось торжественное открытие «The City of Digital», а в 2006 году торжественное открытие «Dance with Robots» и открытие шоу «The Forest of Dreams». В 2007 году Футуроскоп отпраздновал 20 лет с момента начала работы, за этот год парк посетили 1,6 миллионов человек. Оборот парка составляет около 20 миллионов евро.
В 2008 году на территории парка прошло торжественное открытие еще одного здания. В 2012 году заработал аттракцион 4D «Маленький принц». В 2017 году в парке развлечений появился новый аттракцион, который предлагает совершить путешествие вокруг Земли за 4 минуты. Этот аттракцион получил приз лучшего европейского аттракциона 2017 года.
На территории парка Футуроскоп в Пуатье работает более 20 тематических аттракционов, которые связаны с разработками в сфере кинопроизводства. Павильоны парка оформлены в футуристическом стиле, здесь присутствуют шары, башни и кристаллы.
Основными аттракционами парка считаются: Ковер-самолет (фр. Topis Magique), при помощи которого проецируется вид земли с высоты птичьего полета, а сам экран при этом размещен на полу, стереокино (фр. Le Solido), круговая проекция, которая функционирует благодаря 9 экранам (фр. Le 360). Еще один популярный аттракцион — кинотеатр с креслами (фр. Cinema Dynamique), которые меняют свое расположение в зависимости от того, какие события происходят на экране. На территории Футуроскопа есть и стереокино, которое демонстрируют с очень высокой четкостью. У этого аттракциона — самый большой экран в Европе.
Сеанс длится 40 минут. Демонстрация фильмов происходит на французском языке, при этом можно использовать наушники с синхронным переводом, на английском и испанском языках.
Аттракцион парка «Машина времени» стал обладателем премии «THEA Award 2014» за «Выдающиеся достижения». Награда присуждается за высокие технические, художественные и повествовательные достижения аттракциона «Raving Rabbids».
Футуроскоп постоянно пополняется новым аттракционами. В 2018 году, благодаря одному из них стало реальным совершить поездку на скорости 200 км/час в виртуальной реальности. В 2017 году появился новый аттракцион по полетам на специальной машине для кругосветного путешествия. Здесь же можно совершить путешествие в космос вместе с самым молодым астронавтом Европейского космического агентства. В парке работают аттракционы и для тех, кто любит волшебство.
Перед тем, как планировать посещение Футуроскоп, желательно ознакомиться с временем начала работы парка и посмотреть на время начала вечернего шоу. В феврале 2019 года парк открыт с 10:00 до 21:00, а начало вечернего шоу происходит в 20:30.
Администрация парка советует приезжать за 30 минут до открытия парка, чтобы сократить время ожидания, во время проверок безопасности — на входе происходит проверка сумок.
За все время существования парк посетило свыше 50 миллионов человек.